# Wereldkampioenschappen wielrennen para-cycling 2019
De wereldkampioenschappen wielrennen para-cycling 2019 werden van 11 september tot en met 15 september 2019 gehouden in de Nederlandse stad Emmen.

## Belgische deelnemers
Mannen
Thibaud Thomanne C1, Koen Heuvinck C1, Ewoud Vromant C2, Kris Bosman C3, Diederick Schelfhout C3, Louis Clincke C4, Patrick Muylaert C4, Niels Verschaeren C5

Maxime Hordies H1, Christophe Hindricq H2, Jean-Francois Deberg H3, Jonas Van De Steene H4

Raphael Blaise T2, Tim Celen T2
Vrouwen
Griet Hoet-Anneleen Monsieur (piloot) tandem

## Nederlandse deelnemers
Mannen
André Wijnhoud C2, Stijn Boersma, C3 Daniel Abraham C5, Martin van de Pol C5

Mischa Hielkema H3, Mark Mekenkamp H3, Jetze Plat H4, Geert Schipper H4, Mitch Valize H5, Tim de Vries H5, Johan Reekers H5

Tristan Bangma-Patrick Bos (piloot) tandem, Vincent ter Schure-Timo Fransen (piloot) tandem, Rick Veldkamp-Rick Flens (piloot) tandem
Vrouwen
Carmen Koedood H2, Jennette Janssen H4, Chantal Haenen H5

## Programma
| Datum           | Categorie                       |
| --------------- | ------------------------------- |
| wo 11 september | Gemengde ploegenestafette H1-H5 |
| do 12 september | Ind. tijdrit mannen c1 t/m c5   |
| do 12 september | Ind. tijdrit vrouwen c1 t/m c5  |
| do 12 september | Ind. tijdrit mannen tandem      |
| do 12 september | Ind. tijdrit vrouwen tandem     |
| vr 13 september | Ind. tijdrit mannen h1 t/m h5   |
| vr 13 september | Ind. tijdrit vrouwen h1 t/m h5  |
| vr 13 september | Ind. tijdrit mannen t1 t/m t2   |
| vr 13 september | Ind. tijdrit vrouwen t1 t/m t2  |
| za 14 september | Wegwedstrijd mannen c1 t/m c5   |
| za 14 september | Wegwedstrijd vrouwen c1 t/m c5  |
| za 14 september | Wegwedstrijd mannen tandem      |
| za 14 september | Wegwedstrijd vrouwen tandem     |
| zo 15 september | Wegwedstrijd mannen h1 t/m h5   |
| zo 15 september | Wegwedstrijd vrouwen h1 t/m h5  |
| zo 15 september | Wegwedstrijd mannen t1 t/m t2   |
| zo 15 september | Wegwedstrijd vrouwen t1 t/m t2  |

## Uitslagen

### Gemengd
| onderdeel              | Land   | Goud                                            | Land             | Zilver                                    | Land      | Brons                                   |
| ---------------------- | ------ | ----------------------------------------------- | ---------------- | ----------------------------------------- | --------- | --------------------------------------- |
| ploegenestafette H1-H5 | Italië | Paolo Cecchetto Luca Mazzone Alessandro Zanardi | Verenigde Staten | William Groulx Brandon Lyons Thomas Davis | Duitsland | Annika Zeyen Bernd Jeffre Vico Merklein |

### Mannen
Tandem
| onderdeel    | Land      | Goud                            | Land                | Zilver                                      | Land  | Brons                      |
| ------------ | --------- | ------------------------------- | ------------------- | ------------------------------------------- | ----- | -------------------------- |
| Ind. tijdrit | Nederland | Vincent ter Schure Timo Fransen | Verenigd Koninkrijk | Stephen Bate Adam Duggleby                  | Polen | Marcin Polak Michal Ladosz |
| Wegwedstrijd | Nederland | Tristan Bangma Patrick Bos      | Spanje              | Adolfo Bellido Guerrero Noel Martin Infante | Polen | Marcin Polak Michal Ladosz |

C1 t/m C5
| onderdeel       | Land             | Goud                | Land                | Zilver             | Land                | Brons                    |
| --------------- | ---------------- | ------------------- | ------------------- | ------------------ | ------------------- | ------------------------ |
| Ind. tijdrit C1 | Verenigde Staten | Aaron Keith         | Duitsland           | Michael Teuber     | Canada              | Ross Wilson              |
| Wegwedstrijd C1 | Spanje           | Ricardo Ten Argiles | Duitsland           | Pierre Senska      | Verenigde Staten    | Aaron Keith              |
| Ind. tijdrit C2 | Australië        | Darren Hicks        | België              | Ewoud Vromant      | Canada              | Tristen Chernove         |
| Wegwedstrijd C2 | Frankrijk        | Alexandre Leaute    | Rusland             | Arslan Gilmutdinov | België              | Ewoud Vromant            |
| Ind. tijdrit C3 | Australië        | David Nicholas      | Duitsland           | Matthias Schindler | Verenigd Koninkrijk | Benjamin Watson          |
| Wegwedstrijd C3 | Duitsland        | Steffen Warias      | Verenigd Koninkrijk | Jaco Van Gass      | Spanje              | Eduardo Santas Asensio   |
| Ind. tijdrit C4 | Slowakije        | Jozef Metelka       | Rusland             | Sergei Pudov       | Roemenië            | Carol-Eduard Novak       |
| Wegwedstrijd C4 | China            | Guoping Wei         | Rusland             | Serge Pudov        | Slowakije           | Patrik Kuril             |
| Ind. tijdrit C5 | Australië        | Alistair Donohoe    | Nederland           | Daniel Abraham     | Brazilië            | Lauro Cesar Mouro Chaman |
| Wegwedstrijd C5 | Italië           | Andrea Tarlao       | Nederland           | Martin van de Pol  | Australië           | Alistair Donohoe         |

H1 t/m H5
| onderdeel       | Land      | Goud                 | Land             | Zilver               | Land             | Brons                                  |
| --------------- | --------- | -------------------- | ---------------- | -------------------- | ---------------- | -------------------------------------- |
| Ind. tijdrit H1 | Italië    | Fabrizio Cornegliani | België           | Maxime Hordies       | Zuid-Afrika      | Pieter Du Preez                        |
| Wegwedstrijd H1 | België    | Maxime Hordies       | Italië           | Fabrizio Cornegliani | Finland          | Teppo Polvi                            |
| Ind. tijdrit H2 | Italië    | Luca Mazzone         | Spanje           | Sergio Garrote Munoz | Verenigde Staten | William Groulx                         |
| Wegwedstrijd H2 | Italië    | Luca Mazzone         | Spanje           | Sergio Garrote Munoz | Verenigde Staten | William Groulx                         |
| Ind. tijdrit H3 | Duitsland | Vico Merklein        | Italië           | Paolo Cecchetto      | Oostenrijk       | Walter Ablinger                        |
| Wegwedstrijd H3 | Duitsland | Vico Merklein        | België           | Jean-Francois Deberg | Spanje           | Luis Miguel Garcia-Marquina Cascallana |
| Ind. tijdrit H4 | Nederland | Jetze Plat           | Verenigde Staten | Thomas Davis         | Oostenrijk       | Thomas Fruhwirth                       |
| Wegwedstrijd H4 | Nederland | Jetze Plat           | Verenigde Staten | Thomas Davis         | Verenigde Staten | Travis Gaertner                        |
| Ind. tijdrit H5 | Italië    | Alessandro Zanardi   | Nederland        | Tim de Vries         | Verenigde Staten | Oscar Sanchez                          |
| Wegwedstrijd H5 | Nederland | Tim de Vries         | Italië           | Alessandro Zanardi   | China            | Qiangli Liu                            |

T1 t/m T2
| onderdeel       | Land             | Goud             | Land      | Zilver           | Land             | Brons           |
| --------------- | ---------------- | ---------------- | --------- | ---------------- | ---------------- | --------------- |
| Ind. tijdrit T1 | China            | Jianxin Chen     | Duitsland | Maximilian Jager | Italië           | Giorgio Farroni |
| Wegwedstrijd T1 | China            | Jianxin Chen     | Duitsland | Maximilian Jager | Italië           | Giorgio Farroni |
| Ind. tijdrit T2 | Duitsland        | Hans-Peter Durst | Australië | Stuart Jones     | Verenigde Staten | Ryan Boyle      |
| Wegwedstrijd T2 | Verenigde Staten | Ryan Boyle       | Duitsland | Hans-Peter Durst | Nieuw-Zeeland    | Stephen Hills   |

### Vrouwen
Tandem
| onderdeel    | Land          | Goud                               | Land          | Zilver                             | Land                | Brons                            |
| ------------ | ------------- | ---------------------------------- | ------------- | ---------------------------------- | ------------------- | -------------------------------- |
| Ind. tijdrit | Ierland       | Katie-George Dunlevy Eve McCrystal | Nieuw-Zeeland | Emma Foy Hannah Van Kampen         | Verenigd Koninkrijk | Lora Fachie Corrine Hall         |
| Wegwedstrijd | Nieuw-Zeeland | Emma Foy Hannah Van Kampen         | Ierland       | Katie-George Dunlevy Eve McCrystal | Polen               | Justyna Kiryla Aleksandra Teclaw |

C1 t/m C5
| onderdeel       | Land                | Goud             | Land                | Zilver                          | Land             | Brons                           |
| --------------- | ------------------- | ---------------- | ------------------- | ------------------------------- | ---------------- | ------------------------------- |
| Ind. tijdrit C1 | China               | Wangwei Qian     | Verenigd Koninkrijk | Katie Toft                      | Australië        | Kaitlyn Schurmann               |
| Wegwedstrijd C1 | China               | Wangwei Qian     | Verenigd Koninkrijk | Katie Toft                      | Australië        | Kaitlyn Schurmann               |
| Ind. tijdrit C2 | China               | Sini Zeng        | Nieuw-Zeeland       | Sarah Ellington                 | Colombia         | Daniela Carolina Munevar Florez |
| Wegwedstrijd C2 | Duitsland           | Maike Hausberger | Colombia            | Daniela Carolina Munevar Florez | China            | Sini Zeng                       |
| Ind. tijdrit C3 | Australië           | Paige Greco      | Japan               | Keiko Sugiura                   | Verenigde Staten | Clara Brown                     |
| Wegwedstrijd C3 | China               | Xiaomei Wang     | Japan               | Keiko Sugiura                   | Verenigde Staten | Clara Brown                     |
| Ind. tijdrit C4 | Australië           | Emily Petricola  | Verenigde Staten    | Shawn Morelli                   | Australië        | Meg Lemon                       |
| Wegwedstrijd C4 | Verenigde Staten    | Shawn Morelli    | China               | Jianping Ruan                   | Australië        | Meg Lemon                       |
| Ind. tijdrit C5 | Verenigd Koninkrijk | Sarah Storey     | Polen               | Anna Harkowska                  | Duitsland        | Kerstin Brachtendorf            |
| Wegwedstrijd C5 | Verenigd Koninkrijk | Sarah Storey     | Duitsland           | Kerstin Brachtendorf            | Verenigde Staten | Samantha Bosco                  |

H1 t/m H5
| onderdeel       | Land             | Goud            | Land             | Zilver         | Land        | Brons          |
| --------------- | ---------------- | --------------- | ---------------- | -------------- | ----------- | -------------- |
| Ind. tijdrit H1 | Australië        | Emilie Miller   | –                | –              | –           | –              |
| Wegwedstrijd H1 | Australië        | Emilie Miller   | –                | –              | –           | –              |
| Ind. tijdrit H2 | Italië           | Roberta Amadeo  | Nederland        | Carmen Koedood | –           | –              |
| Wegwedstrijd H2 | Italië           | Roberta Amadeo  | –                | –              | –           | –              |
| Ind. tijdrit H3 | Verenigde Staten | Alicia Dana     | Polen            | Renata Kaluza  | Slowakije   | Anna Oroszova  |
| Wegwedstrijd H3 | Duitsland        | Annika Zeyen    | Verenigde Staten | Alicia Dana    | Polen       | Renata Kaluza  |
| Ind. tijdrit H4 | Nederland        | Jennette Jansen | Zuid-Korea       | Doyeon Lee     | Zwitserland | Sandra Graf    |
| Wegwedstrijd H4 | Nederland        | Jennette Jansen | Zwitserland      | Sandra Graf    | Zuid-Korea  | Doyeon Lee     |
| Ind. tijdrit H5 | Duitsland        | Andrea Eskau    | Verenigde Staten | Oksana Masters | Nederland   | Chantal Haenen |
| Wegwedstrijd H5 | Duitsland        | Andrea Eskau    | Verenigde Staten | Oksana Masters | Nederland   | Chantal Haenen |

T1 t/m T2
| onderdeel       | Land          | Goud             | Land             | Zilver                | Land      | Brons             |
| --------------- | ------------- | ---------------- | ---------------- | --------------------- | --------- | ----------------- |
| Ind. tijdrit T1 | Nieuw-Zeeland | Eltje Malzbender | Rusland          | Yulia Sibagatova      | Canada    | Shelley Gautier   |
| Wegwedstrijd T1 | Nieuw-Zeeland | Eltje Malzbender | Canada           | Shelley Gautier       | Rusland   | Yulia Sibagatova  |
| Ind. tijdrit T2 | Australië     | Carol Cooke      | Verenigde Staten | Jill Walsh            | Canada    | Marie-Eve Croteau |
| Wegwedstrijd T2 | Australië     | Carol Cooke      | Duitsland        | Angelika Dreock-Kaser | Duitsland | Jana Majunke      |